# Calciatrice dell'anno (PFA)
Calciatrice dell'anno della PFA (in lingua inglese Professional Footballers' Association Women's Players' Player of the Year) è un premio calcistico assegnato annualmente alle giocatrici che hanno partecipato al campionato inglese femminile di calcio. Il premio, istituito nella stagione 2012-2013 come corrispettivo femminile del già esistente Calciatore dell'anno della PFA, viene assegnato a seguito di una votazione tra i membri del sindacato dei giocatori, la Professional Footballers' Association (PFA). In primavera ogni membro dell'associazione vota per due giocatrici. Una lista ristretta di candidate viene pubblicata ad aprile e la vincitrice del premio, insieme ai vincitori degli altri premi annuali della PFA, viene annunciata in occasione di un evento a Londra nei giorni successivi.
La prima calciatrice a ricevere il premio nel 2013 è stata la centrocampista scozzese Kim Little, allora in forza all'Arsenal.

## Albo d'oro
| Stagione  | Naz.          | Vincitore         | Squadra         | Note  |
| --------- | ------------- | ----------------- | --------------- | ----- |
| 2012-2013 | Scozia        | Kim Little        | Arsenal         |       |
| 2013-2014 | Inghilterra   | Lucy Bronze       | Liverpool       |       |
| 2014-2015 | Corea del Sud | Ji So-yun         | Chelsea         |       |
| 2015-2016 | Inghilterra   | Izzy Christiansen | Manchester City |       |
| 2016-2017 | Inghilterra   | Lucy Bronze       | Manchester City |       |
| 2017-2018 | Inghilterra   | Fran Kirby        | Chelsea         | [ 6 ] |
| 2018-2019 | Paesi Bassi   | Vivianne Miedema  | Arsenal         |       |
| 2019-2020 | Inghilterra   | Bethany England   | Chelsea         |       |
| 2020-2021 | Inghilterra   | Fran Kirby        | Chelsea         |       |
| 2021-2022 | Australia     | Samantha Kerr     | Chelsea         |       |
| 2022-2023 | Inghilterra   | Rachel Daly       | Aston Villa     |       |